# 艾哈迈德·马蒂格
艾哈迈德·奥马尔·马蒂格（Ahmed Omar Maiteeq，1972年—） 利比亚商人和政治家，現任總統委員會副主席、副总理。来自米苏拉塔（利比亚东部城市），2014年5月25日至2014年6月9日担任利比亚总理。虽然利比亚国民议会第一副议长哈瓦米认为选举过程存在争议，马蒂格当选不合法，但国民议会议长努里·阿布·萨赫明最终签署决议确认马蒂格当选总理有效。
5月26日，马蒂格领导的利比亚新临时政府在萨赫明的见证下宣誓就职。但在宣誓就职仪式前，哈瓦米致信阿卜杜拉·萨尼政府说，鉴于司法部门之前已裁定马蒂格当选临时政府总理的选举无效，他要求萨尼政府继续留任。萨赫明则要求萨尼向马蒂格移交权力。6月2日，马蒂格在警方护卫下进入政府大楼后，在总理办公室召开了首次内阁会议。而萨尼在早些时候已经搬到了另外一栋政府大楼里。6月5日利比亚最高法院裁定马蒂格当选有效。

### 政治前景
利比亚临时政府总理由国民议会投票选举产生。当选总理至少需要赢得120票。当天共有152名议员参加投票，马蒂格获得73票，国民议会之后对是否同意马蒂格担任总理进行信任投票，马蒂格最终获得121张赞成票。一般认为，马蒂格得到了以公正与建设党为代表的宗教力量的支持。 由于利比亚计划在年内进行议会选举，之后将产生新政府，因此马蒂格这届临时政府任期不会太长。2014年6月9日，阿卜杜拉·萨尼接替马蒂格再次成为利比亚总理。

## 总理和副总理
在代理总理阿卜杜拉·萨尼呼吁他于4月13日因涉嫌袭击家人而辞职后，他被说服留任，直到选出新领导人。 4月28日投票的第一天被武装人员在议会中开枪打乱了。在半岛电视台英语描述为"混乱"的全国代表大会的投票中，迈泰克当选，并宣誓，"我发誓我将诚实和忠诚地履行我的职责。后来的议员法蒂·马贾巴里对利比亚电视台阿赫拉尔集团说："今天的会议有违规行为"，在会议休会后，投票发生了一些改变。最终，在随后的几天里，利比亚最高法院裁定迈泰克的选举无效，前总理阿勒萨尼同意重新执政。
阿勒萨尼早些时候曾与持有哈里加和祖伊蒂纳较小石油出口码头的人签署协议，那些拥有较大的拉斯拉努夫和埃斯西德尔码头的人拒绝承认马蒂格。发言人阿里·哈西说：马蒂格是非法掌权的。
艾哈迈德·马蒂格被认定为独立成员，不附属于任何政党或运动。
2016年3月，他成为副总理和总统委员会副主席。2017年3月，他在莫斯科会见了俄罗斯总统中东和非洲问题特别代表米哈伊尔·博格丹诺夫，双方讨论了利比亚目前的危机和解决冲突的办法，包括利比亚国民军和托布鲁克众议院之间谈判的可能性。